# DJ Luna
DJ Luna (Den Haag, 26 augustus 1977) is het pseudoniem van Richard de Mildt, een Nederlandse live-dj, die onder meer hardstyle, techno en hardcore maakt.

## Biografie
De Mildt is geboren in Den Haag, maar op zijn derde verhuisde hij naar Sassenheim (Zuid-Holland). Sinds zijn 21ste woont hij weer in Den Haag. Hij startte zijn carrière in 1991, maar werd pas in 1999 echt ontdekt door scouts van Q-dance, toen hij mocht invallen voor een zieke Pavo op een groot hardstyle-feest.
In de beginjaren van Luna als dj was hij vooral gepassioneerd van hardcore en oldskool. Dit is dan ook een verklaring dat hij steeds meer hardstyle is gaan draaien, omdat deze style als een mengsel gezien kan worden van de 2 eerdere stylen. Tegenwoordig draait hij samen met Trilok en Chiren onder het pseudoniem DHHD, waarmee ze de hits Pain / On Fire hebben geproduceerd onder Mythica. De Mildt heeft ook een eigen platenlabel, StraightOn Records. StraightOn is eind 2002 gesticht door Luna, Pila (Rodney Pilapil) en The Scientist (Ronald Pilapil) als een van de eerste labels die zich specifiek richtte op hardstyle. StraightOn heeft enkele sublabels: Next Chapter, Privilege Recordings en Straight On Black. Straight On Black is bedoeld als een soort experimenteerlabel voor de artiesten van Straight On, er komt voornamelijk een harde donkere sound vanaf.